# Mount Johnston, Västantarktis
Mount Johnston är ett berg i Antarktis. Det ligger i Västantarktis. Argentina, Chile och Storbritannien gör anspråk på området. Toppen på Mount Johnston är 2 051 meter över havet, eller 212 meter över den omgivande terrängen. Bredden vid basen är 6,4 km.
Terrängen runt Mount Johnston är bergig norrut, men söderut är den kuperad. Mount Johnston ligger uppe på en höjd som går i öst-västlig riktning. Trakten är obefolkad. Det finns inga samhällen i närheten. 